# Jorge Marcelo Rodríguez
Jorge Marcelo "Japo" Rodríguez Núñez (ur. 13 stycznia 1985 w Montevideo) – urugwajski piłkarz występujący na pozycji lewego pomocnika, obecnie zawodnik CA Peñarol.

## Kariera klubowa
Rodríguez pochodzi ze stołecznego miasta Montevideo i jest wychowankiem tamtejszego zespołu Racing Club. Do seniorskiej drużyny, występującej wówczas w drugiej lidze urugwajskiej, został włączony w wieku osiemnastu lat. W styczniu 2005 jego dobre występy zaowocowały wypożyczeniem do grającej w najwyższej klasie rozgrywkowej ekipy Centro Atlético Fénix, w której barwach spędził kolejny rok i zadebiutował w urugwajskiej Primera División, jednak pełnił przeważnie rolę rezerwowego. W lipcu 2006 przeszedł do jednego z najbardziej utytułowanych zespołów kontynentu – Club Nacional de Football, gdzie przez rok zanotował jedynie dwa występy i nie odniósł żadnego osiągnięcia. W połowie 2007 roku podpisał umowę z River Plate Montevideo, gdzie od razu został kluczowym zawodnikiem drużyny, zostając jednym z czołowych graczy w lidze. Barwy tej ekipy reprezentował przez trzy lata, dwukrotnie wziął udział w Copa Sudamericana, jednak nie wywalczył żadnego trofeum zarówno na arenie krajowej, jak i międzynarodowej.
Latem 2010 Rodríguez został zawodnikiem meksykańskiego klubu Jaguares de Chiapas z siedzibą w mieście Tuxtla Gutiérrez. W tamtejszej meksykańskiej Primera División zadebiutował 24 lipca 2010 w zremisowanym 1:1 spotkaniu z Necaxą, szybko zostając czołowym graczem zespołu. Premierowego gola w nowym klubie strzelił 21 sierpnia tego samego roku w przegranej 2:3 konfrontacji z Cruz Azul. W Jaguares występował ogółem przez trzy lata, mając niepodważalne miejsce w wyjściowej jedenastce ekipy prowadzonej przez José Guadalupe Cruza, jednak nie zdołał osiągnąć z nią żadnych sukcesów. W lipcu 2013, po tym, jak władze Jaguares sprzedały swoją licencję klubowi Querétaro FC, powrócił do ojczyzny, na zasadzie wolnego transferu zasilając stołeczny CA Peñarol.
| Sezon     | Klub                      | Kraj    | Rozgrywki        | Mecze | Bramki |
| --------- | ------------------------- | ------- | ---------------- | ----- | ------ |
| 2003      | Racing Montevideo         | Urugwaj | Segunda División | 8     | 0      |
| 2004      | Racing Montevideo         | Urugwaj | Segunda División |       |        |
| 2005      | Centro Atlético Fénix     | Urugwaj | Primera División | 4     | 0      |
| 2005/2006 | Centro Atlético Fénix     | Urugwaj | Primera División |       |        |
| 2005/2006 | Racing Montevideo         | Urugwaj | Segunda División |       |        |
| 2006/2007 | Club Nacional de Football | Urugwaj | Primera División | 2     | 0      |
| 2007/2008 | River Plate Montevideo    | Urugwaj | Primera División | 22    | 2      |
| 2008/2009 | River Plate Montevideo    | Urugwaj | Primera División | 26    | 1      |
| 2009/2010 | River Plate Montevideo    | Urugwaj | Primera División | 26    | 6      |
| 2010/2011 | Jaguares de Chiapas       | Meksyk  | Liga MX          | 34    | 7      |
| 2011/2012 | Jaguares de Chiapas       | Meksyk  | Liga MX          | 38    | 2      |
| 2012/2013 | Jaguares de Chiapas       | Meksyk  | Liga MX          | 31    | 5      |
| 2013/2014 | CA Peñarol                | Urugwaj | Primera División |       |        |

## Kariera reprezentacyjna
W seniorskiej reprezentacji Urugwaju Rodríguez zadebiutował za kadencji selekcjonera Óscara Tabáreza, 20 sierpnia 2008 w wygranym 3:1 meczu towarzyskim z Japonią. Wystąpił w czterech spotkaniach wchodzących w skład eliminacji do Mistrzostw Świata 2010, na które jego kadra ostatecznie zakwalifikowała się, a on sam został powołany do szerokiej kadry na mundial. Nie znalazł się jednak w ostatecznym składzie na światowy czempionat.